# Riven
Riven – The Sequel to Myst ist ein Adventure-Computerspiel und der offizielle Nachfolger zu Myst. Es wurde von den Brüdern Rand und Robyn C. Miller mit ihrem Entwicklerstudio Cyan Worlds entwickelt und erschien 1997 im Vertrieb von Red Orb Entertainment für Windows und Mac OS. Später wurde das Spiel auf PlayStation, Sega Saturn und iOS portiert.

## Handlung
Riven ist wie sein Vorgänger ein sogenanntes Render-Adventure, d. h. die Szenen des Spiels bestehen aus vorberechneten grafischen Kulissen, vor denen in einigen Szenen reale Schauspieler agieren. Die Erzählung knüpft unmittelbar an das Ende von Myst an. Atrus bittet den Spieler, ihm bei der Suche nach seiner Frau Katharina zu helfen. Katharina wurde von Atrus’ Vater Gehn in dessen erschaffene Welt Riven entführt, wo er sich im Laufe der Zeit zum Gottherrscher erhoben hat. Einzig die Moitié-Rebellen leisten ihm noch Widerstand, worin sie von Katharina unterstützt wurden.
Riven besteht aus fünf miteinander verbundenen Inseln. Die Rebellen leben in einer weiteren Welt, die einst von Katharina geschrieben wurde. Sie selbst wurde von Gehn auf der fünften Insel von Riven festgesetzt und wird dort vom Spieler befreit. Daraufhin leitet sie die Evakuierung der Riven-Bewohner zu den Moitiés ein. Nachdem der Spieler zuletzt Gehn mit Hilfe des Gefängnisbuchs festsetzen kann, wird die Welt Riven durch einen Mechanismus zerstört. Atrus und Katharina bedanken sich beim Spieler und das Spiel endet mit dem Sturz in den Sternenschacht, der zurück zur Erde führt.

## Spielprinzip
Das Spiel wird aus der Egoperspektive präsentiert und mit Hilfe einer Maus per Point & Click gesteuert. Generell folgt es gängigen Konventionen des Adventure-Genres. Der Spieler erkundet die aus zahlreichen vorgerenderten Hintergrundbildern erschaffene Spielwelt und muss zumeist Logik- und Mechanikrätsel lösen, um Gegenstände zu erlangen oder neue Wege zu öffnen. Von Beginn an sind vier der fünf Inseln durch den Spieler begehbar, was viele Erkundungsmöglichkeiten bietet, aber zugleich auch den Überblick über die Zusammenhänge erschwert.
Riven bemüht sich durch den geschickten Einsatz vorgerenderter Hintergründe einen realistischen Eindruck einer dreidimensionalen Spielwelt zu erzeugen. Technisch handelt es sich jedoch um eine Abfolge von 2D-Kulissen. Das Spiel bietet daher auch keine freie Bewegung der Spielfigur im Raum, da die Kulissen statisch sind. Stattdessen teleportiert oder zoomt sich der Spieler durch das Anklicken entsprechender Hotspots innerhalb der Kulissen stufenweise durch die Spielwelt, wobei jedes Mal eine neue Renderkulisse mit geänderter Perspektive geladen wird. Durch eine plausible Abfolge solcher Kulissen in teils mehreren Schritten entsteht so eine nachvollziehbare Simulation von räumlicher Bewegung. Für einige wenige Gebietsübergänge existieren animierte Übergangssequenzen. Innerhalb einer Kulisse besitzen zumeist nur die für Rätsel und Interaktionen notwendigen Objekte Animationen.

## Entwicklung

### Allgemein
Das Spiel entstand unter der kreativen Leitung von Richard Vander Wende sowie der Brüder Rand und Robyn Miller. Vander Wende war Spezialist für Animationen und traf die Miller-Brüder nach Abschluss der Arbeiten am Zeichentrickfilm Aladdin auf der Digital World Expo in Los Angeles. Insgesamt arbeitete Cyan vier Jahre an dem Spiel. Dafür stand den Entwicklern ein deutlich höheres Budget als für Myst zur Verfügung, Schätzungen gingen von fünf bis zehn Millionen US-Dollar aus. Cyan finanzierte die Entwicklung allein aus den Einnahmen des Vorgängers Myst, ohne dafür Gelder seines Publishing-Partners Brøderbund in Anspruch zu nehmen. Myst hielt sich über fünf Jahre in den Top 10 der Verkaufscharts hielt, wodurch Cyan stetig Einnahmen erhielt. Allerdings führte die lange Entwicklungszeit mit Verschiebungen auch intern zu Spannungen, unter anderem zwischen Rand und Robyn Miller.
Später erschien eine DVD-Version. Neben dem Vorteil, dass das Wechseln der CD wegfällt, beinhaltet sie ein Making of, die Bild- und Tonqualität wurde verbessert sowie einige neue Audio- und Videoeffekte hinzugefügt, die auf der CD-ROM-Version nicht vorhanden sind.

### Zahlensymbolik
Die Zahl „5“ spielt im Zusammenhang mit dem Spiel, der Handlung und dem Hintergrund eine auffällige Rolle. Beispiele:
- Der Spieltitel Riven hat fünf Buchstaben, der mittlere Buchstabe V entspricht dabei der römischen Ziffer 5 und wurde im Logo hervorgehoben.
- die Welt Riven besteht aus fünf Inseln
- das Spiel wurde ursprünglich auf fünf CDs ausgegeben
- das von Gehn geschaffene Zeitalter wurde von ihm als sein „Fünftes Zeitalter“ bezeichnet.

Generell ist für die Erschaffer der Weltenreisen, den D’ni (Aussprache: „da nie“, Bedeutung: „Neubeginn“), die Fünf eine wichtige Zahl, auf der ihr gesamtes Zahlensystem aufbaut.

### Soundtrack
Der Soundtrack wurde von Robyn Miller komponiert. Virgin Records veröffentlichte den Soundtrack mit 20 Tracks auf CD, der sich bis 1999 rund 7.000 Mal verkaufte.
| Nr.          | Titel                  | Länge |
| ------------ | ---------------------- | ----- |
| 1.           | Link                   | 0:10  |
| 2.           | Atrus' Theme           | 4:06  |
| 3.           | Gateroom               | 3:45  |
| 4.           | Jungle Totem           | 2:41  |
| 5.           | Survey Island Theme    | 2:13  |
| 6.           | Temple                 | 2:42  |
| 7.           | Village Entrance Theme | 2:33  |
| 8.           | Moiety Caves           | 2:53  |
| 9.           | Moiety Theme           | 2:13  |
| 10.          | Boat Ride              | 3:25  |
| 11.          | Moiety Prison          | 1:47  |
| 12.          | The Red Cave           | 1:54  |
| 13.          | Wahrk Room             | 2:24  |
| 14.          | Catherine's Prelude    | 1:59  |
| 15.          | Catherine's Theme      | 1:05  |
| 16.          | Catherine's Freedom    | 1:58  |
| 17.          | Gehn Speaks            | 4:23  |
| 18.          | Gehn's Theme           | 4:00  |
| 19.          | Fissure                | 5:31  |
| 20.          | Bonustrack             | 2:17  |
| Gesamtlänge: | Gesamtlänge:           | 53:59 |

## Rezeption
Die Bewertung des Spiels waren mehrheitlich positiv (Metacritic: 83 %). Generell wurde Riven als das schwierigste Spiel der Myst-Reihe bezeichnet.

„Die zahllosen Clones haben eins nicht kapiert: Schöne Grafik und eine herkömmliche Adventure-Geschichte reichen nicht. Nur Myst und Riven verstehen es, Sie perfekt in eine völlig neue Welt zu entführen, bei der das Entdecken und Erforschen neuer Orte reizvoller als so manch schneller Action-Reißer ist.“

„Riven ist State-of-the-Art im Bereich der Render-Adventures, dafür aber auch fast nur für Genrefreunde geeignet. Der Entdeckerdrang wird wieder geweckt und gepflegt.“

Für Brøderbund war Riven ein wichtiger Titel für das Produktportfolio und die Umsatzerwartungen. Nachdem der Titel 1996 um ein Jahr verschoben wurde, fiel der Aktienkurs des Publishers von 60 auf 22 Dollar. Da Cyan sich jedoch selbst finanzierte und keine kreativen Kompromisse eingehen wollte, hatte der Publisher keinen Hebel gegenüber seinen Geschäftspartnern. Mit der nahenden Veröffentlichung Ende 1997 prognostizierten einzelne Analysten für Brøderbund eine Verdopplung des Umsatzes von 27 auf 56 Millionen Dollar. Bis März 1998 verkaufte sich das Spiel rund 1,5 Millionen Mal. Im Juni 1998 wurde Brøderbund dennoch von The Learning Company übernommen. 2001 lagen die Verkaufszahlen bei rund 4,5 Millionen Kopien (im Vergleich: Myst bei 5,5 Millionen Kopien).
Nach der Veröffentlichung von Riven verließen Robyn Miller und Richard Vander Wende das Unternehmen, um neue Ziele zu verfolgen. Cyan unter der Leitung von Rand Miller begann mit den Arbeiten an einem Online-gestützten Ableger der Spielwelt, der später als Uru – Ages Beyond Myst veröffentlicht wurde. Die Rechte für zwei Fortsetzungen der Reihe vergab Cyan in Lizenz. Unter dem französischen Publisher Ubisoft, der zwischenzeitlich die meisten Computerspiel-Assets von Brøderbund und The Learning Company erworben hatte, erschien 2001 die von Presto Studios entwickelte Fortsetzung Myst 3: Exile.
Am 31. Oktober 2022 kündigte Cyan ein 3D-Remake des Spiels an.
Seit 25. Juni 2024 ist diese Version auf Steam, GOG, dem Mac App Store und Meta Quest verfügbar.